# Респон Ентертејнмент
Респон Ентертејнмент (eнг. Respawn Entertainment, LLC) је Америчка компанија која прави видео-игре. Основали су је Џејсон Вест and Винс Зампела. Вест и Зампела били су једни од оснивача Инфинити Ворд и направили су Кол оф Дјути (енг. Call of Duty) франшизу, на којој су радили до 2010. године када су основали Респон Ентертејнмент. Респон Ентертејнмент направио је игре као што су Тајтанфол (енг. Titanfall) 1 и 2, као и бесплатну бетл ројал игру у Titanfall свету Ејпекс Леџендс (енг. Apex Legends). Респон је купљен од стране Електроник Артс 1. децембра 2017. и направио Ратови Зведза Џедај: Пали Ред (енг. Star Wars Jedi: Fallen Order). Респон тренутно ради на игри ''Медаља Части: Изнад и Изван'' (енг. Medal of Honor: Above and Beyond).

## Историја
У априлу 2010. Вест и Зампела оснивају своју независну компанију Респон Ентертејнмент која добија подршку од Електроник Артс-а кроз И-Еј (енг. ЕА) партнерски програм. Вест и Зампела још увек задржавају сва права за своју интелектуалну својину. Од 10. јула 2010. у Респону је већ 46 бивших радника Инфинити Ворда заједно са Вестом и Зампелом.
Франк Гибу, представник И-Еј Гејмс издавачке куће за видео-игре (енг. EA Games Label), на Е3 2011 најављује да Респон у сарадњи са И-Еј прави научно-фантастичну пуцачку игрицу која ће моћи да се такмичи са насловима као што су Хејло (енг. Halo) и Гирс оф Bор (eнг. Gears of War). Гибу је такође рекао да ће Респонов пројекат (Тајтанфол) бити објављен кад буде била „добра прилика”.  Касније те године Респон објављује мутну слику као најаву за игрицу.
У јуну 2013. Респон први пут представља Тајтанфол јавности на Е3. У октобру 2013. Респон најављује да ће Тајтанфол бити у продаји већ 11. марта 2014. у САД, а у остатку света од 13. марта.
У марту 2015. најављују Тајтанфол 2 кој ће бити издат 28. октобра 2016.
У јуну 2014. године објављено је да се Стиг Асмусен, који је претходно радио за Сони Санта Моника на серији Год оф Вор (енг. God of War), придружио студију као продуцент другог пројекта који нема никакве везе са Тајтанфол-ом. Из пописа послова у јануару 2016. године утврђено је да би пројекат требао бити акциона-авантуристичка игра из трећег лица. На дан Ратова Звезда - 4.5. 2016. Асмусен потврђује да ће то бити игра везана за Ратове Звезда (енг. Star Wars). На Е3 2018. Респон открива да ће се игра звати Ратови Зведза Џедај: Пали Ред. (енг. Star Wars Jedi: Fallen Order). 15. новембра 2019. године игра је објављена.
Електроник Артс 1. децембра 2017. купује Респон за 151 милион долара.
Игра Ејпекс Леџендс, бетл ројал игра у Тајтанфол универзуму издата је 4. фебруара 2019. године.

## Игре
| Година | Наслоб                      | Платформа                                  | Издавач                         |
| ------ | --------------------------- | ------------------------------------------ | ------------------------------- |
| 2014   | Тајтанфол                   | Microsoft Windows, Xbox 360, Xbox One      | Електроник Артс                 |
| 2016   | Тајтанфол 2                 | Microsoft Windows, PlayStation 4, Xbox One | Електроник Артс                 |
| 2017   | Тајтанфол: Напад            | iOS, Андроид                               | Нексон                          |
| 2019   | Ејпекс Леџендс              | Microsoft Windows, PlayStation 4, Xbox One | Eлектроник Артс                 |
| 2019   | Ратови Звезда: Пали Одред   | Microsoft Windows, PlayStation 4, Xbox One | Eлектроник Артс                 |
| 2020   | Медаља Части: Изнад и Изван | Окулус Рифт                                | Окулус студиос, Електроник Артс |